# Silvia Airik-Priuhka
Silvia Airik-Priuhka, född 25 januari 1926 i Tallinn, Estland, död 11 februari 2014 i Stockholm, Sverige, var en författare och översättare som från 1944 var bosatt i Sverige. Airik-Priuhka översatte från estniska till svenska och svenska till estniska.
Bland författare hon har översatt till estniska märks dikter av Karin Boye, Werner Aspenström, Dan Andersson, Pär Lagerkvist, Nils Ferlin, Gustav Fröding, Hjalmar Gullberg, Viktor Rydberg, Harry Martinson, Bo Setterlind, Edith Södergran, Sonja Åkesson och Evert Taube. Dessutom har hon översatt barnböcker av bland annat Zacharias Topelius, och koraler. Från estniska har hon översatt verk av författare som Kalju Lepik och Marie Under till svenska, samt samlingar av estnisk lyrik översatt till svenska.
2004 mottog hon Vita stjärnans orden av Estlands president, för "sina insatser för estnisk lyrik och litteratur i Sverige". 2007 mottog hon Stiftelsen Natur & Kulturs översättarpris.